# Tatort

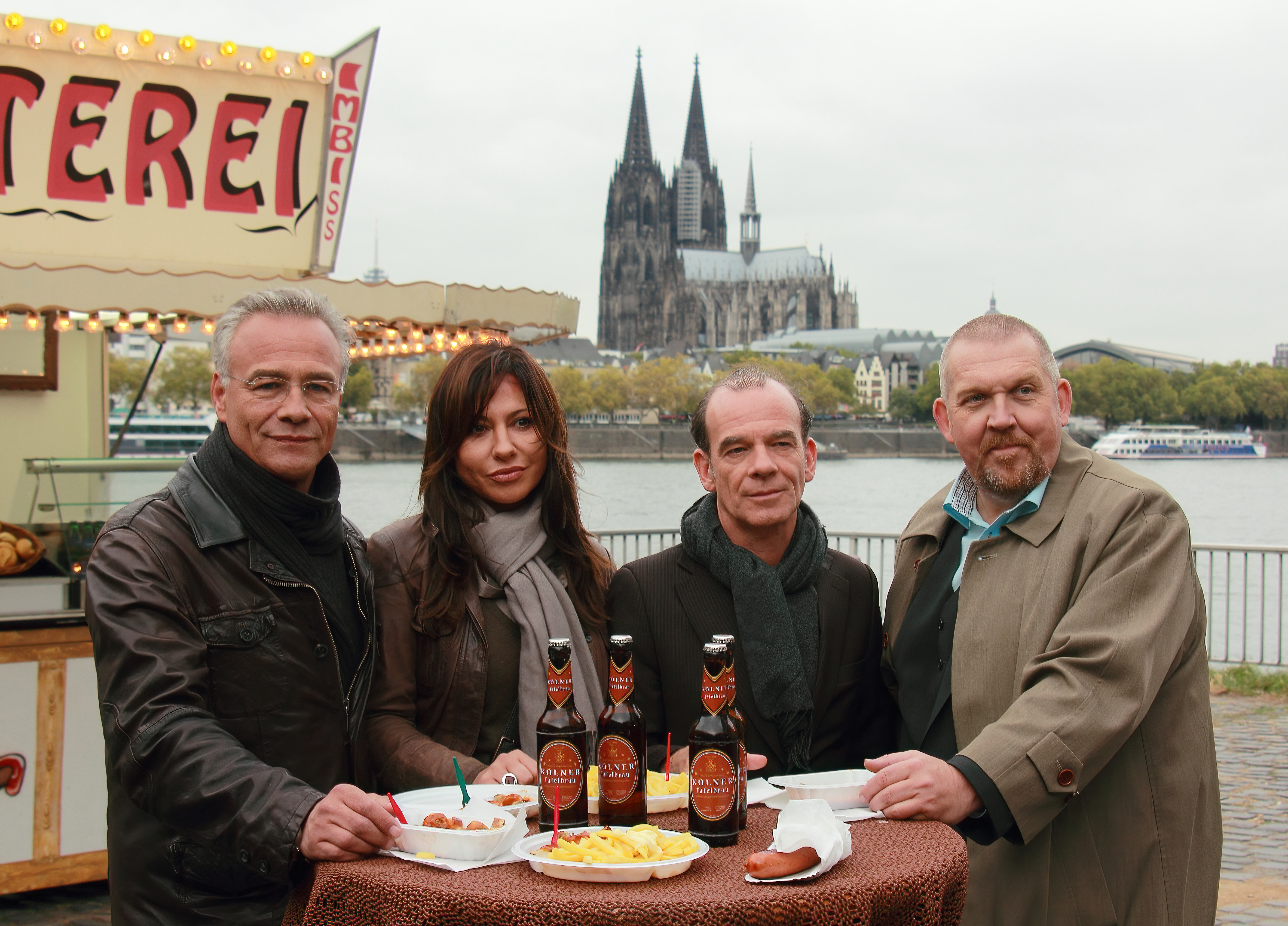
Fyra Tatort-kommissarier: Schenk/Ballauf (Köln) och Keppler/Saalfeld (Leipzig). 2011 spelades ett gemensamt avsnitt in där de samarbetade.

Tatort (tyska Brottsplats), tysk kriminalserie som började sändas 1970. Tatort är en långkörare inom tysk TV och en av Tysklands populäraste TV-serier någonsin. Tatort produceras av de olika regionala TV-bolagen inom ARD. Tatort samproduceras även tillsammans med österrikiska ORF, och enstaka avsnitt har också producerats av schweizisk TV. Detta gör att det finns flera olika städer och kommissarier som alla ingår i Tatort-serierna. Till de mest kända orterna i Serien hör München, Hamburg, Berlin, Köln, Leipzig, Ludwigshafen, Münster samt Ruhrstäderna Essen och Duisburg. München, Hamburg och Berlin har varit med från början. 
Ledmotivet, som är detsamma som det var 1970, inleder alla de olika versionerna av Tatort. Det skapades av Klaus Doldinger.

## Tatort i Sverige
Enstaka avsnitt har visats i svensk TV, men då har man oftast valt att inte använda namnet Tatort. En vanligt förekommande titel brukar vara Brottsplats, oftast följt av den stad där avsnittet utspelar sig (exempelvis Brottsplats Duisburg, Brottsplats Hamburg, Brottsplats Köln och Brottsplats Frankfurt). På 1970-talet visades några avsnitt med titeln Platsen för brottet. Oftast har Tatort visats i SVT, men även några kommersiella kanaler har provat att visa delar av serien. Nordic Channel visade under tidigt 1990-tal serien med titeln Brottsplats Hamburg. TV4 visade 1992 ett antal avsnitt med titeln Schimanski efter kommissarie Horst Schimanski. TV6 visade ett antal avsnitt 1994-1997, inledningsvis med titeln Kommissarien.